# (5264) Telephus
(5264) Telephus ist ein Asteroid aus der Gruppe der Jupiter-Trojaner. Damit werden Asteroiden bezeichnet, die auf den Lagrange-Punkten auf der Bahn des Jupiter um die Sonne laufen.
(5264) Telephus wurde am 17. Mai 1991 von den US-amerikanischen Astronomen Carolyn und Eugene Shoemaker am Palomar-Observatorium entdeckt. Er ist dem Lagrangepunkt L4 zugeordnet.
Der Asteroid ist nach der mythologischen Figur des Telephos benannt, einem Sohn des Herakles und der Auge, der den Griechen den Weg nach Troja zeigte.